# Corepressor
Als Corepressor oder Korepressor bezeichnet man in der Molekularbiologie eine Substanz, die die Expression von Genen hemmt. Ein Corepressor vermindert die Expression von Genen nicht durch direkte Interaktion mit dem Operator (einer DNA-Sequenz neben dem regulierten Gen), sondern indirekt durch Interaktion mit Proteinen, die sich ihrerseits an das Operatorgen binden.
Bei der Proteinsynthese von Prokaryoten bezeichnet man den Liganden eines Repressor-Proteins als Corepressor. Zum Beispiel ist der Tryptophan-Repressor (trpR) von E. coli nur in der Lage, an DNA zu binden und die Transkription des trp-Operons zu verhindern, wenn es an seinen Corepressor Tryptophan gebunden ist. Da der Tryptophanrepressor in Abwesenheit von Tryptophan inaktiv ist, bezeichnet man ihn dann als Aporepressor. Da das trp-Operon für Enzyme codiert, die an der Tryptophan-Synthese beteiligt sind, stellt dieses System einen negativen Rückkopplungsmechanismus dar. Man spricht auch von Endproduktrepression.
In Eukaryoten ist ein Corepressor ein Protein, das an Transkriptionsfaktoren bindet. Corepressoren regulieren die Transkriptionsinitiations-Region eines Gens herunter, indem sie Histon-Deacetylase rekrutieren. Diese katalysiert die Abspaltung von Acetylgruppen aus Lysinresten von Histonen. Dadurch erhöht sich die positive Ladung an den Histonen, die elektrostatische Anziehung zwischen Histonen und der negativ geladenen DNA wird gestärkt, und folglich ist die DNA der Transkription weniger zugänglich.